# Rash!!
Rash!! (ラッシュ!!?, Rasshu!!) è un manga di Tsukasa Hōjō, pubblicato in Giappone per la prima volta nel 1994, ed in Italia nel 2000, edito da Star Comics. Si tratta di una miniserie in due volumi.

## Trama
La protagonista è Yuki Asaka, una dottoressa bella e determinata, che porta lo scompiglio nelle vite di chi le sta attorno, in particolare in quella dell'agente Tatsumi, suo amico d'infanzia, e dei poliziotti del penitenziario in cui lavora, dopo aver sostituito la nonna andata in pensione. Yuki è assolutamente un asso nel suo lavoro ed inoltre in grado di risolvere i numerosi problemi che le si pongono davanti, non senza crearne altri.

## Volumi
Il manga, scritto e disegnato da Tsukasa Hōjō, è stato serializzato dal 27 settembre 1994 al 31 gennaio 1995 sulla rivista Weekly Shōnen Jump edita da Shūeisha. I vari capitoli sono stati raccolti in due volumi tankōbon pubblicati dall'8 febbraio al 16 maggio 1995.
In Italia la serie è stata pubblicata da Star Comics nella collana Point Break dal 29 marzo all'8 maggio 2000. Una nuova edizione curata da Panini Comics e distribuita attraverso l'etichetta Planet Manga, è uscita dal 9 maggio al 6 giugno 2015.
| Nº | Data di prima pubblicazione | Data di prima pubblicazione | Data di prima pubblicazione |
| Nº | Giapponese                  | Giapponese                  | Italiano                    |
| -- | --------------------------- | --------------------------- | --------------------------- |
| 1  | 8 febbraio 1995             | ISBN 4-08-871777-5          | 29 marzo 2000               |
| 2  | 16 maggio 1995              | ISBN 4-08-871778-3          | 8 maggio 2000               |

## Accoglienza
Il manga non ottenne il successo sperato durante il periodo di pubblicazione in Giappone, questo a causa della vicinanza troppo stretta con City Hunter, altra opera di Tsukasa Hōjō, in quanto Yuki Asaka sembra essere la figlia naturale di Ryo e Kaori. L'autore ha dovuto concludere l'opera in due volumi ma la trama sarebbe dovuta essere molto più lunga. Rash può essere considerato come l'unico fallimento nella lunga carriera del mangaka.
Carlo A. Montori di BadTaste.it affermò che Rash!! riusciva a catturare da subito il lettore grazie a un primo episodio dirompente caratterizzato da un rocambolesco inseguimento per le strade della città in cui la protagonista mostrava immediatamente la sua simpatia, il suo fascino e le sue abilità. Il primo dei due volumi della miniserie era divertente e abbastanza spensierato mentre il secondo cambiava rapidamente registro dove la trama diventava più drammatica e seria. Montori sottolineò di non aver compreso il cambiamento radicale avvenuto in così poco tempo dove il fumetto finiva per mostrare due identità così differenti, passando in modo brusco da una forte componente comica a missioni pericolose che spingevano anche a riflessioni morali sulla giustizia, su quale fosse il confine fino a cui era corretto spingersi per salvare qualcuno. L'autore era riuscito ad avviare una nuova serie che avrebbe potuto continuare e trovare una sua personalità assieme a degli sviluppi interessanti, ma in poco tempo era tornato a calcare un sentiero forse troppo simile a quello di City Hunter, con avvenimenti e personaggi che somigliavano troppo a quelli della sua opera precedente. Probabilmente la situazione di partenza era troppo simile e la tentazione di ricascare su una strada già battuta con successo fu troppo grande, col risultato però di creare qualcosa di poco soddisfacente anche per lo stesso autore.